# شرف‌الدین خطاط شیرازی
شرف‌الدین خطاط شیرازی  از خوشنویسان  قرن هفتم هجری قمری بود. او معاصر با الجایتو و ابوسعید بهادرخان بود.